# Crotylmercaptan
Crotylmercaptan ist eine chemische Verbindung aus der Gruppe der Mercaptane.

## Vorkommen
(E)-Crotylmercaptan wurde im Sekret des Stinktiers nachgewiesen.

## Eigenschaften
Crotylmercaptan ist eine farblose ölige Flüssigkeit, die löslich in Chloroform und Methanol ist. Es hat einen Geruch nach Stinktier mit einer Geruchsschwelle von 0,029 ppb.

## Verwendung
Crotylmercaptan ist ein Thiol, das in gerösteten Sesamsamen nachgewiesen wurde und als Lebensmittelaromastoff verwendet werden kann.